# 三沢市役所

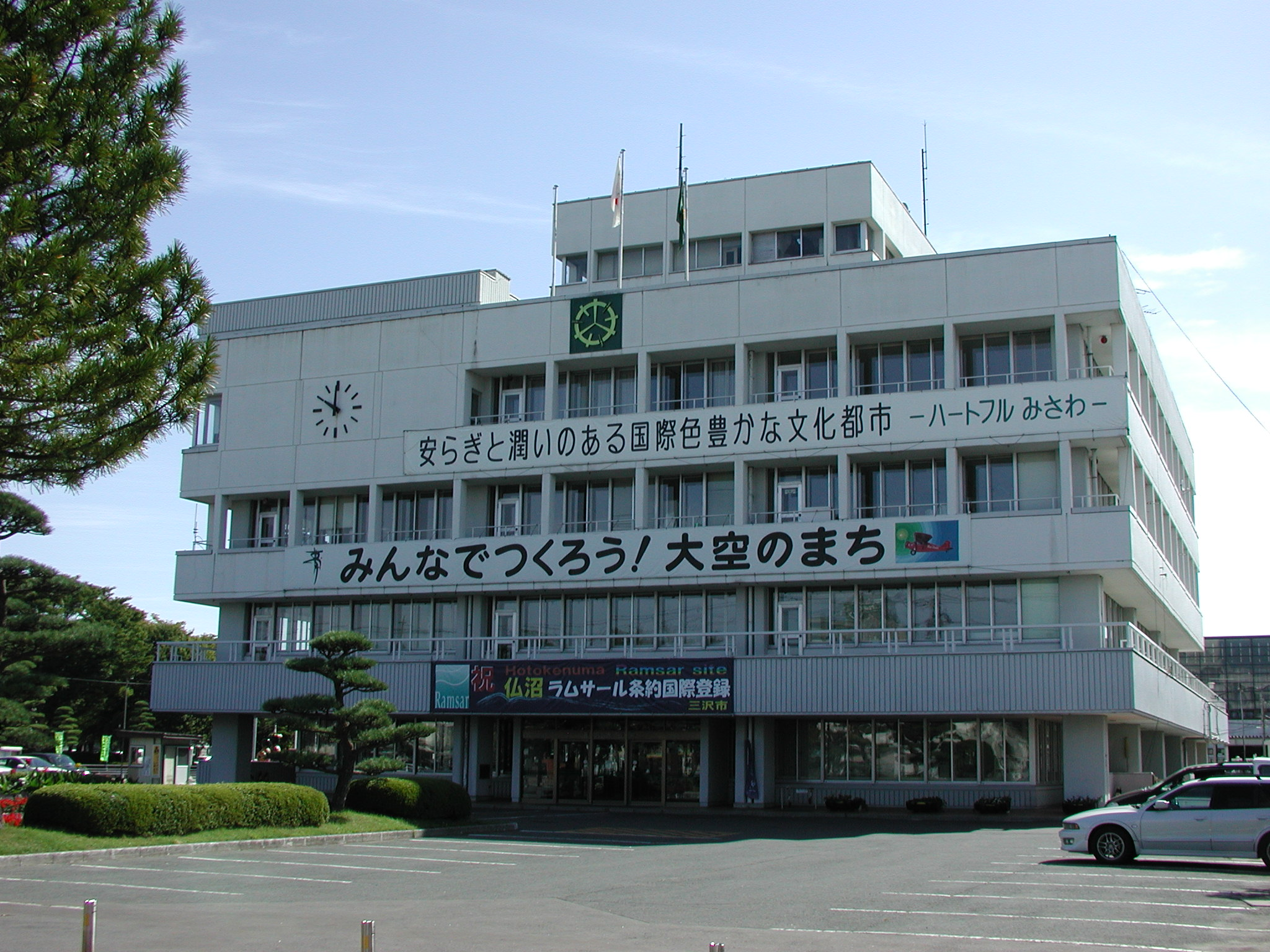
三沢市役所

三沢市役所（みさわしやくしょ）は、日本の地方公共団体、三沢市の執行機関としての事務を行う施設（役所）。

## 概要
当役所は、三沢市桜町1丁目1番38号に置かれている。
最初の市庁舎が着工されたのは大三沢町時代のことである。1956年（昭和31年）6月、町役場の西部移転を求める請願が議会で論議された。財政再建中であることを理由に移転に反対する議員もあったが、12月に議会は財源の見通しがつき次第移転すべき、と議決した。1957年（昭和32年）4月に新役場の位置が大三沢町大字三沢字上久保31番地420号に定められた。この年、議会は市制施行申請の実施を決め、新庁舎は将来の市庁舎として使われることになった。新庁舎は鉄筋コンクリート2階建て、1047平方メートルで、9月に着工された。工費は1867万円で、町有地の売却代金の一部が充当された。
新庁舎は市制施行直前の1958年（昭和33年）8月27日に完成した。8月31日は日曜であったが、休日返上で引っ越しが行われ、翌9月1日から三沢市役所として開庁した。新庁舎落成記念行事は市制施行記念祝賀会の一環として9月15日に行われた。このときは全課が庁舎に入りきらず、土木・建設・水道の3課は旧西部支所に残留することになった。
1971年（昭和46年）には地下1階、地上4階に建て替えられることになり、2月18日に起工式が行われた。総工費は3億6600万円、総建物面積4708平方メートルで、工事中はプレハブの簡易庁舎が使用されていたが、1972年（昭和47年）5月に完成、15日から新庁舎で業務を開始した。防音の庁舎は県内初であり、当時の三沢市では最も高い建物であった。
1980年（昭和55年）には別館の建設が始まり、12月5日に起工式が行われた。別館は1981年（昭和56年）に完成し、11月9日から使用が開始された。

## 開庁時間
- 平日8時15分から17時00分まで。
- 土日祝祭日と年末年始（12月29日 - 1月3日）は閉庁。

## アクセス
```
*
青い森鉄道
三沢駅
から
```

- - 三沢市コミュニティバス「みーばす」で「市役所前」バス停もしくは「市役所・公会堂前」バス停下車。
  - 徒歩約2.3km・約35分。
  - 車で約10分。
- 国際興業バス夜間高速バスしもきた号（新宿・大宮発着）で「三沢市役所（公会堂前）」バス停下車。

## 周辺
- 三沢市公会堂
- 三沢市体育館
- 三沢市武道館
- 中央公園
- 三沢市立図書館
- 三沢市商工会館
- 三沢郵便局